# عرام (ذمار)
عرام هي إحدى قرى الجمهورية اليمنية. تتبع جغرافيا لمحافظة ذمار وإداريًا لمديرية عنس. يبلغ تعداد سكانها 3626 نسمة حسب الإحصاء الذي أجري عام 2004.